# Giao hưởng số 7 (Sibelius)
Giao hưởng số 7 cung Đô trưởng, Op. 105 là bản giao hưởng được xuất bản cuối cùng của nhà soạn nhạc người Phần Lan Jean Sibelius. Tác phẩm được ông hoàn thành vào năm 1924. Điều đặc biệt của nó là chỉ có 1 chương-ý đồ của Sibelius, tức là tác phẩm không tuân theo cấu trúc 4 chương như thông thường. Tuy nhiên, nó lại được đánh giá là "hoàn chỉnh về mặt cấu trúc, tinh tế trong sử dụng nhịp điệu, độc đáo trong âm điệu và có sự tổng thể trong phát triển chủ đề" . Tác phẩm còn được đánh giá là "tác phẩm đáng chú ý nhất của Sibelius"
. Bản giao hưởng được trình diễn lần đầu tiên vào ngày 24 tháng 3 năm 1924 tại Stockholm, Thụy Điển.